# Lohja
Lohja (Lojo és el nom suec) és una ciutat al sud de Finlàndia, situada a la regió d'Uusimaa. Té una població de 39748 i una extensió de 441,19 km². El 2009 va incorporar el municipi de Sammatti.

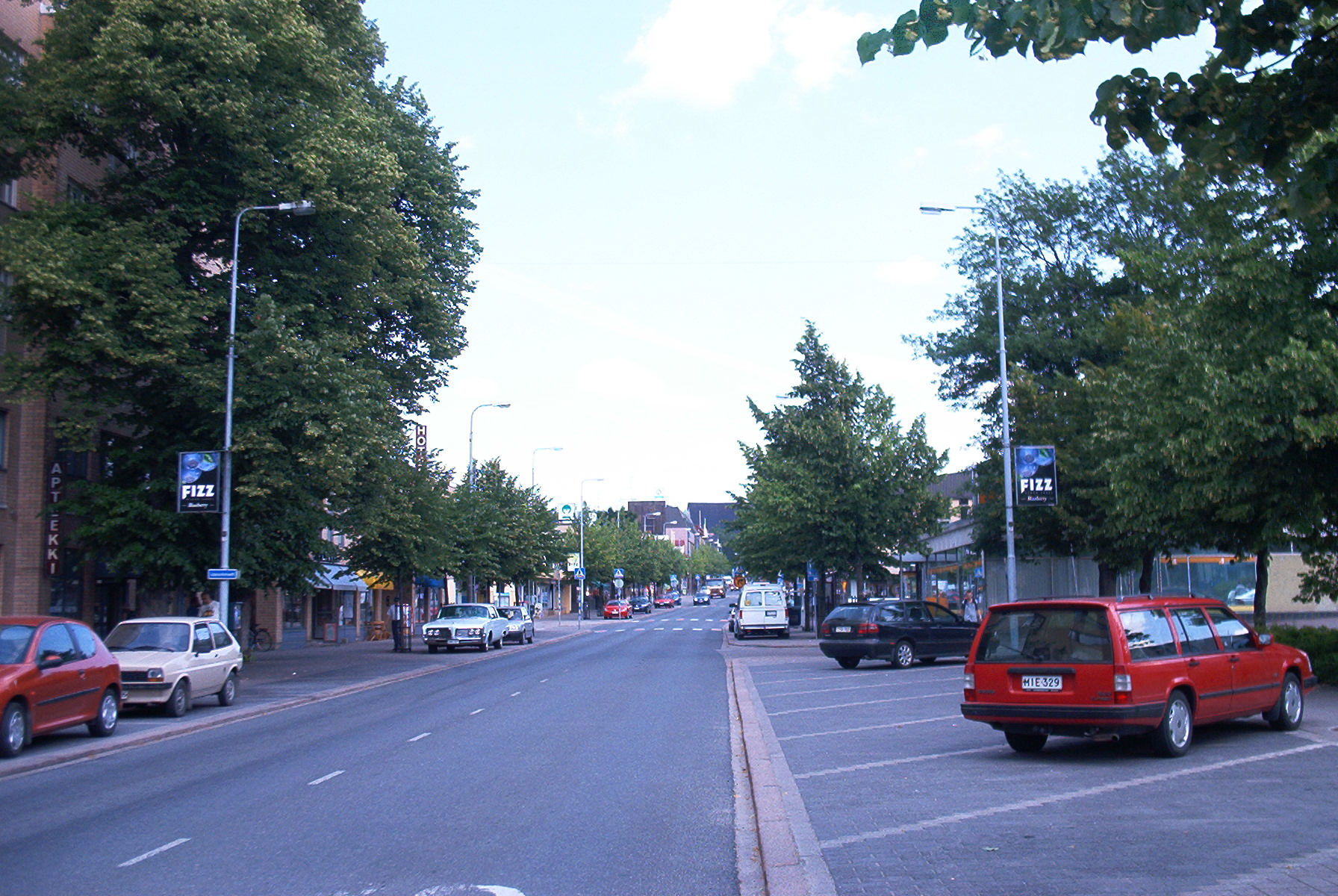
Carrer principal de Lohja